# John Wall
Johnathan Hildred Wall, Jr., född 6 september 1990 i Raleigh, North Carolina, är en amerikansk före detta basketspelare som spelade point guard. Han valdes först i NBA:s draft 2010, av Washington Wizards.

## Biografi
John Wall är son till Frances Pulley och John Carroll Wall, Sr., som satt i fängelse större delen av Walls uppväxt på grund av väpnat rån. När Wall var 9 år gammal släpptes hans far ut från fängelset men han dog blott en månad senare den 24 augusti 1999 av levercancer 52 år gammal. Under Walls uppväxt jobbade hans mor på flera ställen för att klara av att försörja John, hans syster Cierra samt halvsystern Tonya.  Han gick i skola vid University of Kentucky och spelade för Kentucky Wildcats.